# Цимбарк
Цимбарк (пол. Cymbark) — село в Польщі, у гміні Ринськ Вомбжезького повіту Куявсько-Поморського воєводства.
Населення — 555 осіб (2011).

## Демографія
Демографічна структура станом на 31 березня 2011 року:
|          | Загалом | Допрацездатний вік | Працездатний вік | Постпрацездатний вік |
| -------- | ------- | ------------------ | ---------------- | -------------------- |
| Чоловіки | 265     | 64                 | 178              | 23                   |
| Жінки    | 290     | 64                 | 182              | 44                   |
| Разом    | 555     | 128                | 360              | 67                   |